# Gerechtssecretaris

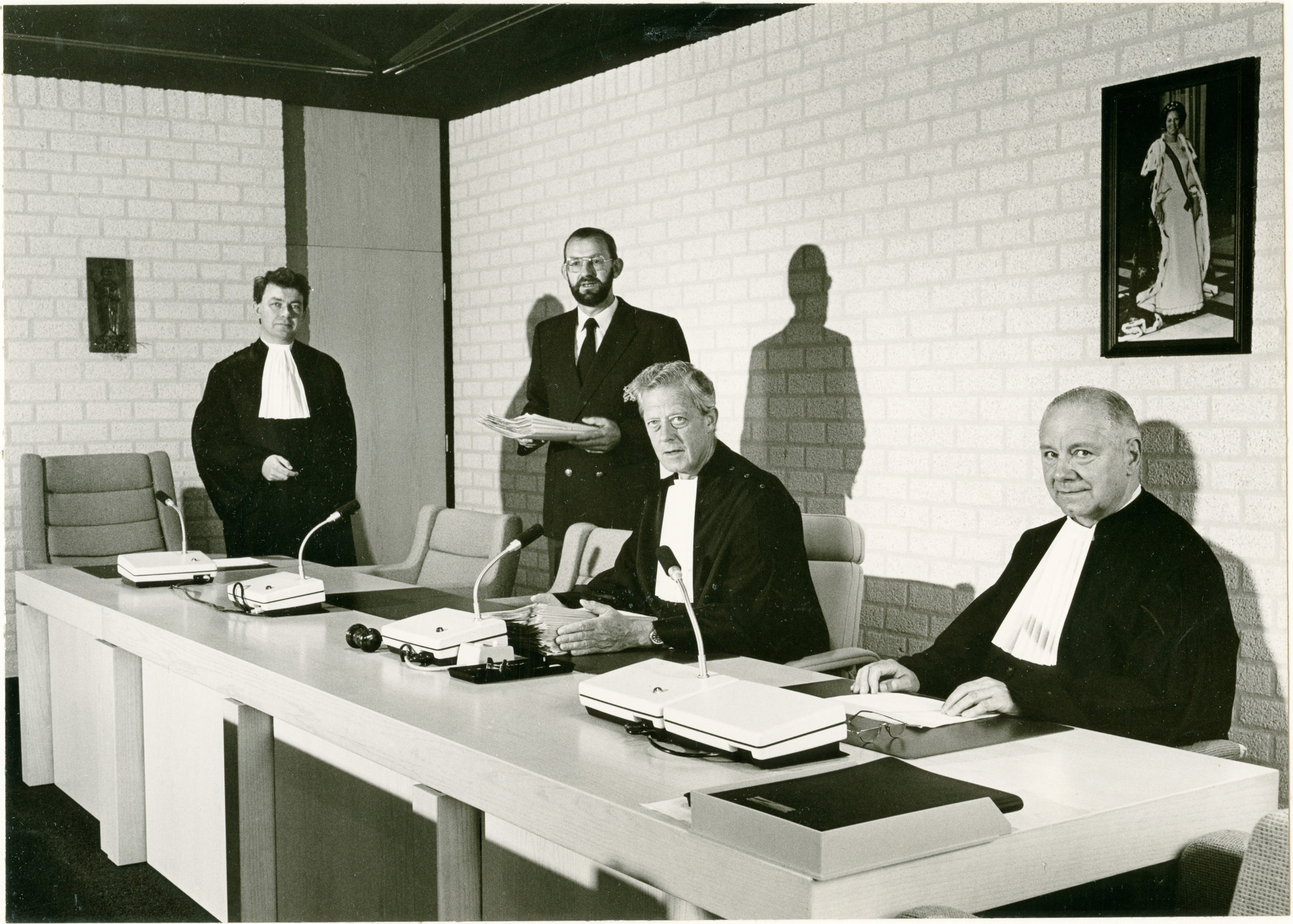
Strafzitting van het kantongerecht Winschoten, met geheel rechts de gerechtssecretaris, 1988

Een gerechtssecretaris, bij sommige gerechten ook wel (senior) juridisch medewerker genoemd, is werkzaam bij een rechtbank of gerechtshof en maakt deel uit van de juridische staf van het gerecht.
Afhankelijk van zijn taakstelling en ervaring bereidt een gerechtssecretaris zaken inhoudelijk voor en schrijft hij conceptvonnissen. Door het verrichten van deze werkzaamheden verleent de gerechtssecretaris juridische ondersteuning aan de rechters. Ter terechtzitting fungeert een gerechtssecretaris vaak als griffier.
De gerechtssecretaris in Nederland is ongeveer te vergelijken met de referendaris in België. Referendarissen bereiden het werk van de magistraten op juridisch vlak voor, maar mogen geen taken van griffiers vervullen.